# Khalid Masood
Khalid Masood (született: Adrian Russell Elms; Kent, 1964. december 25. – London, 2017. március 22.) brit állampolgár,  dzsihádista, akit Adrian Ajaonak valamint Khalid Choudrynak is hívtak, a 2017. március 22-én elkövetett londoni terrortámadás merénylője. A támadás közben egy rendőr lelőtte, ezt követően életét vesztette.

## Életrajz
1964. december 25-én született az angliai Kentben. 1983-ban rongálás vétségével elítélték. 2003-ban kés birtoklása miatt ítélték el. A halála előtti időkben a közép-angliai West Midlandsben élt.

### Radikalizálódás
2009-ben radikalizálódott a börtönben ahol az iszlám hitre áttért. Ennek kapcsán vette fel a Khalid Masood nevet.

### 2017. március 22-i londoni terrortámadás
2017. március 22-én a Westminster hídon autóval gyalogosok közé hajtott, majd Hyundai típusú autójával a Big Ben óratorony melletti korlátnak ütközött. Ott kiszállt, és a palota kertjében késsel halálra szurkált egy rendőrt. Ekkor a biztonságiak lelőtték.

## Fordítás
- Ez a szócikk részben vagy egészben a Khalid Masood című angol Wikipédia-szócikk fordításán alapul.  Az eredeti cikk szerkesztőit annak laptörténete sorolja fel. Ez a jelzés csupán a megfogalmazás eredetét és a szerzői jogokat jelzi, nem szolgál a cikkben szereplő információk forrásmegjelöléseként.